# 約翰·戴維斯·埃文斯
約翰·戴維斯·埃文斯OBE （John Davies Evans，1925年1月22日—2011年7月4日）是一位英國考古學家和學者，以其對地中海史前文化尤其是馬爾他史前文化的研究而馳名。 從1975年到1989年退休期間，一直是伦敦大学学院考古研究所的所長。在其任職期間，該研究所是英國最大的考古部門，也是世界上最大的考古部門，於1986年從倫敦大學內的另一所機構改組為倫敦大學學院的附屬機構。 
埃文斯在利物浦學院接受教育，在那裡他獲得了開放獎學金，在17歲前往就讀劍橋彭布羅克學院英語。 第二次世界大战爆發後中斷了他的學業，在那次 二戰中，他在布萊奇利園團隊參與了破解每天更新的恩尼格瑪密碼設置。 
在1940年代和1950年代，埃文斯挖掘了馬爾他的許多重要巨石遺跡。

## 外部連結
- WorldCat 聯合目錄中約翰·戴維斯·埃文斯的著作或與之相關的著作
- 约翰·埃文斯（John Evans）教授的訃告，《每日電訊報》，2011年9月2日 （页面存档备份，存于）